# هنري يونغ (جاسوس)
هنري يونغ (بالإنجليزية: Henry Young)‏ هو جاسوس أمريكي، ولد في 1841، وتوفي في 1866.